# Antonio Casanova y Estorach
Antonio Salvador Casanova y Estorach – hiszpański malarz.
Studiował na Królewskiej Katalońskiej Akademii Sztuk Pięknych św. Jerzego w Barcelonie pod kierunkiem artystów takich jak Claudio Lorenzale, Federico Madrazo i Carlos Rivera. Malował obrazy niewielkiego formatu, o tematyce historycznej i folklorystycznej (Carlos V en el Monasterio de Yuste). Przedstawiał również mnichów, kardynałów i kleryków koszystających z wygodnego życia lub spoglądających na młode kobiety. Wystawiał swoje prace w Madrycie od 1865 r. i w Paryżu od 1876 roku. Najsliniejszy wpływ na jego dzieła wywarł Mariano Fortuny.